# Johnny Blue
Chansons représentant l'Allemagne au Concours Eurovision de la chanson
Theater
(1980) Ein bißchen Frieden
(1982)
Johnny Blue est la chanson représentant l'Allemagne au Concours Eurovision de la chanson 1981. Elle est interprétée par la chanteuse Lena Valaitis.

## Histoire
Avec 132 points, la chanson finit deuxième du concours.
Cette ballade en allemand parle d'un garçon aveugle, moqué par les autres, qui devient populaire en devenant chanteur avec sa guitare.
Elle fut adaptée en anglais sous le même titre par Zak Lawrence.

## Source de la traduction
1. ↑  https://www.discogs.com/fr/Lena-Valaitis-Johnny-Blue-English-Version-/release/6951493

- (de) Cet article est partiellement ou en totalité issu de l’article de Wikipédia en allemand intitulé « Johnny Blue » (voir la liste des auteurs).